# Karl Cederquist (ingenjör)
Karl Nicolaus Cederquist, född den 3 december 1894 i Stockholm, död där den 20 oktober 1988, var en svensk ingenjör. Han var far till Karl Cederquist.
Cederquist avlade avgångsexamen vid Kungliga Tekniska högskolan i Stockholm 1917. Han var ingenjör vid aktiebolaget Ethyl 1918–1919, vid Skånska Ättikfabriken 1920–1929, överingenjör där 1936–1943, ingenjör vid Kolningslaboratoriet 1930–1936 och överingenjör vid centrallaboratoriet hos Stora Kopparbergs bergslags aktiebolag 1943–1960. Cederquist promoverades till teknologie hedersdoktor vid Kungliga Tekniska högskolan 1962. Han invaldes som ledamot av Ingenjörsvetenskapsakademien 1946 (hedersledamot 1959). Cederquist blev riddare av Nordstjärneorden 1953 och kommendör av Vasaorden 1962. Han är gravsatt i Gustaf Vasa kyrkas kolumbarium i Stockholm.